# Траки (Чувашия)
Тра́ки (чув. Трак) — железнодорожная станция в Красноармейском районе Чувашской Республики.

## География
Находится в северной части Чувашии, на расстоянии приблизительно 8 км на восток-юго-восток по прямой от районного центра села  Красноармейское.

## История
Известна с 1939 года, когда здесь (тогда разъезд) было 92 жителя. В 1979 – 29 жителей. В 2002 году было 7 дворов, в 2010 – 8 домохозяйств. До 2021 года входила в состав Яншихово-Челлинского сельского поселения до его упразднения.

## Население
Постоянное население составляло 26 человек (чуваши 100%) в 2002 году, 20 в 2010.